# Euproctis percnogaster
Euproctis percnogaster är en fjärilsart som beskrevs av Collenette 1938. Euproctis percnogaster ingår i släktet Euproctis och familjen tofsspinnare. Inga underarter finns listade i Catalogue of Life.